# 家庭料理
家庭料理（かていりょうり）とは、一般家庭で日常的に作られ、食べられている料理のこと。

## 概要
家庭料理は、ありていに言えばおふくろの味に代表される素朴な料理群だが、さらに言えば地域色色濃い郷土料理を含む。日本では和食に加え洋食・中華料理など、家庭内で調理されるものを「家庭料理」と呼ぶ。
世界的にみれば、やはり郷土料理に始まり、物流やメディアの発達にも伴って様々な近隣地域の食文化が混在する傾向も見られ、これらは食文化の内の最も大衆的な部分を占めている。ただ、インスタント食品など簡便で調理済みの食品群は先進各国で盛んに用いられる傾向が強いが、これのみを利用して食卓を幾ら盛り立てたとしても、これは家庭料理の範疇には含み難い。購入してきて家庭内で食するものは中食（なかしょく）と呼び、家庭料理とは区別される。
家庭料理は、家庭内で料理して家族で食卓を囲む（→一家団欒）際に食べられているものであるため、食育やスローフードないし地産地消といった、食事と家庭教育や躾といった「家族の持つ育児的機能」という面で重要な要素だという認識も見られる。日本ではこと個食や孤食が社会現象ないし社会問題として扱われるようになって以降、家庭料理も精神的にも豊かな生活の上で重要な要素として挙げる傾向が見られる。
これらの家庭料理では、毎日食べても飽きない主食を軸として、おかずを取り揃えて食べられる。なお家庭料理をする一人暮らしの者は、弁当や飲食店などで食事を済ませてしまう者と対比させる意図から調理することを自炊と呼ぶ。

## 代表的な家庭料理
以下に挙げるのは、該当国内多くの地域家庭で広く食べられている家庭料理。地域の料理に関しては郷土料理の項を参照。

### 日本
伝統的な日本料理を除く
- 肉じゃが（明治時代にビーフシチューを原型に作られ、戦後に家庭料理として広まった）
- 野菜炒め（沖縄料理のチャンプルー風にしたものを含む）
- カレーライス（元はインドからイギリスを経た香辛料料理を、米飯に合うようにしたもの）
- 味噌汁

### 韓国

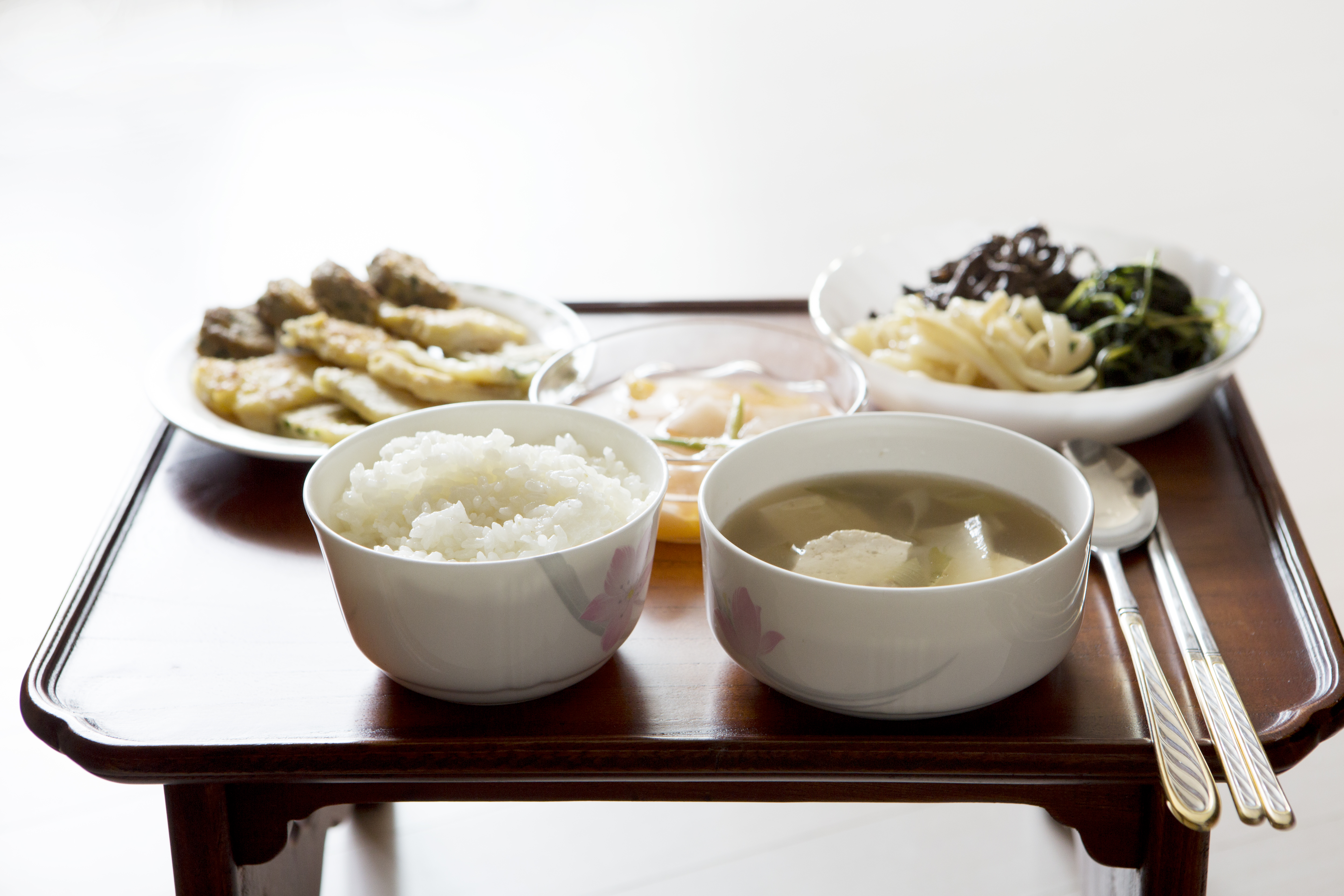
韓国のお家ご飯

- ナムル
- キムチチゲ
- チヂミ
- プルコギ
- トッポッキ

### 中国
- 餃子
- 饅頭
- 包（中華まん）
- チャーハン
- 麺（種類は多様）
- 青椒肉絲

### フランス
- ポトフ

### イタリア
- パスタ
- ニョッキ

### ブラジル
- フェイジョン

### ウクライナ
- ボルシチ
- ヴァレーヌィク

### ロシア
- シチー
- カーシャ

### アメリカ合衆国
- マカロニ・アンド・チーズ
- キャセロール
- チキンスープ

### 国籍不詳
世界多くの地域において共通して見られ、起源地を特定できないもの
- ポテトサラダ
- ハンバーグ（料理の一部としても）
- 粥（穀物を緩く煮た料理は、世界各地にその類型が見られる）

## 関連書籍
- 『家庭料理の近代』吉川弘文館・歴史文化ライブラリー 2012 ISBN　9784642057561、オンデマンド版　2021 ISBN　9784642757560